# Argentinas president
Argentinas president, egentligen Argentinska nationens president (spanska: Presidente de la Nación Argentina), är både landets stats- och regeringschef. President är också Argentinas väpnade styrkors överbefälhavare. Ytterligare är president Majordens och San Martín Befriarens ordens stormästare ex officio.
Sedan den 10 december 2023 är Javier Milei landets president.

## Historisk bakgrund
Argentina gjorde sig fria från Spanien i sitt frihetskrig år 1810. Perioden därefter kännetecknades av olika juntor och anarki. Det var först 1826 som den förste presidenten, Bernardino Rivadavia, tillträdde för den då lösa konfederation som landet då var. År 1853 antogs den grundlag som skapade dagens presidentämbete. Argentina har en historia fylld med militärkupper som avsatt den valda presidenten: 1930 och åter 1943, 1955, 1962, 1966 och slutligen 1976.

## Val
Presidenten väljs i ett tvåvalssystem (som för valet av Frankrikes president) där de två kandidater som fått flest röster i den första valomgången går vidare till nästa valomgång. Valet kan även vinnas i den första valomgången om en kandidat får mer än 45% av rösterna, eller om en kandidat får 40% och har 10% fler röster än tvåan. Presidenten kan väljas för högst två mandatperioder i följd, men kan åter igen väljas till president efter att någon annan suttit under en mandatperiod.
En vicepresident väljs tillsammans med president (såsom i t.ex. USA). Om presidenten är sjuk, död, befinner sig utanför huvudstaden eller är antingen uppsagt sig eller har avsätts, sköter vicepresidenten tjänsten. För att vara behörig att bli invald som president måste kandidaten uppfylla följande krav:
- en infödd argentinsk medborgare
- behörig att fungera som senator

## Lön och förmåner
År 2022 var presidents lön 1 093 367,29 pesos per år.
Casa Rosada i Buenos Aires är presidentens officiella arbetsutrymme. Den enda president som har bott där var Roque Sáenz Peña (åren 1910–1914). Presidents officiella residens är Quinta de Olivos.

## Lista över presidenter och likställda (1826–idag)

### Río de la Platas förenade provinserspresidenter (1826–27)
| Namn (född–död) | Namn (född–död)                    | Bild | Tillträde       | Frånträde       | Parti           | Källor |
| --------------- | ---------------------------------- | ---- | --------------- | --------------- | --------------- | ------ |
|                 | Bernardino Rivadavia (1780–1845)   |      | 8 februari 1826 | 7 juli 1827     | Unitära partiet |        |
|                 | Vicente López y Planes (1785–1856) |      | 7 juli 1827     | 18 augusti 1827 | Partilös        |        |

### Provinsen Buenos Airesguvernör med ansvar för utrikes förbindelser (1827–53)
| Namn (född–död) | Namn (född–död)                    | Bild | Tillträde       | Frånträde       | Politisk tillhörighet | Källor |
| --------------- | ---------------------------------- | ---- | --------------- | --------------- | --------------------- | ------ |
|                 | Manuel Dorrego (1787–1828)         |      | 18 augusti 1827 | 1 december 1828 | Federala partiet      |        |
|                 | Juan Lavalle (1797–1841)           |      | 1 december 1828 | 26 juni 1829    | Unitära partiet       |        |
|                 | Juan José Viamonte (1774–1843)     |      | 26 juni 1829    | 6 december 1829 | Federala partiet      |        |
|                 | Juan Manuel de Rosas (1793–1877)   |      | 6 december 1829 | 5 december 1832 | Federala partiet      |        |
|                 | Juan Ramón Balcarce (1773–1836)    |      | 5 december 1832 | 4 november 1833 | Federala partiet      |        |
|                 | Juan José Viamonte (1774–1843)     |      | 4 november 1833 | 27 juni 1834    | Federala partiet      |        |
|                 | Manuel Vicente Maza (1779–1839)    |      | 27 juni 1834    | 7 mars 1835     | Federala partiet      |        |
|                 | Juan Manuel de Rosas (1793–1877)   |      | 7 mars 1835     | 3 februari 1852 | Federala partiet      |        |
|                 | Vicente López y Planes (1785–1856) |      | 3 februari 1852 | 6 april 1852    | Partilös              |        |
|                 | Justo José de Urquiza (1801–1870)  |      | 6 april 1852    | 31 maj 1852     | Federala partiet      |        |

### Argentinska konfederationenspresident (1852–61)
| Namn (född–död) | Namn (född–död)                    | Bild | Tillträde       | Frånträde        | Politisk tillhörighet | Källor |
| --------------- | ---------------------------------- | ---- | --------------- | ---------------- | --------------------- | ------ |
|                 | Justo José de Urquiza (1801–1870)  |      | 31 maj 1852     | 5 mars 1860      | Federala partiet      |        |
|                 | Santiago Derqui (1809–1867)        |      | 5 mars 1860     | 5 november 1861  | Federala partiet      |        |
|                 | Juan Esteban Pedernera (1796–1886) |      | 5 november 1861 | 12 december 1861 | Unitära partiet       |        |

### Republiken Argentinaspresident (1861–)
| Namn (född–död) | Namn (född–död)                        | Bild | Tillträde         | Frånträde         | Politisk tillhörighet                                            | Källor |
| --------------- | -------------------------------------- | ---- | ----------------- | ----------------- | ---------------------------------------------------------------- | ------ |
|                 | Bartolomé Mitre (1821–1906)            |      | 12 december 1861  | 12 oktober 1868   | Liberala partiet (1861–1863) Nationalistiska partiet (1863–1868) |        |
|                 | Domingo Faustino Sarmiento (1811–1888) |      | 12 oktober 1868   | 12 oktober 1874   | Partilös                                                         |        |
|                 | Nicolás Avellaneda (1837–1885)         |      | 12 oktober 1874   | 12 oktober 1880   | Nationella autonomistpartiet                                     |        |
|                 | Julio Argentino Roca (1843–1914)       |      | 12 oktober 1880   | 12 oktober 1886   | Nationella autonomistpartiet                                     |        |
|                 | Miguel Juárez Celman (1844–1907)       |      | 12 oktober 1886   | 6 augusti 1890    | Nationella autonomistpartiet                                     |        |
|                 | Carlos Pellegrini (1846–1906)          |      | 6 augusti 1890    | 12 oktober 1892   | Nationella autonomistpartiet                                     |        |
|                 | Luis Sáenz Peña (1822–1907)            |      | 12 oktober 1892   | 22 januari 1895   | Nationella autonomistpartiet                                     |        |
|                 | José Evaristo Uriburu (1831–1914)      |      | 22 januari 1895   | 12 oktober 1898   | Nationella autonomistpartiet                                     |        |
|                 | Julio Argentino Roca (1843–1914)       |      | 12 oktober 1898   | 12 oktober 1904   | Nationella autonomistpartiet                                     |        |
|                 | Manuel Quintana (1835–1906)            |      | 12 oktober 1904   | 12 mars 1906      | Nationella autonomistpartiet                                     |        |
|                 | José Figueroa Alcorta (1860–1931)      |      | 12 mars 1906      | 12 oktober 1910   | Nationella autonomistpartiet                                     |        |
|                 | Roque Sáenz Peña (1851–1914)           |      | 12 oktober 1910   | 9 augusti 1914    | Nationella autonomistpartiet                                     |        |
|                 | Victorino de la Plaza (1840–1919)      |      | 9 augusti 1914    | 12 oktober 1916   | Nationella autonomistpartiet                                     |        |
|                 | Hipólito Yrigoyen (1852–1933)          |      | 12 oktober 1916   | 12 oktober 1922   | Radikala medborgarunionen                                        |        |
|                 | Marcelo Torcuato de Alvear (1868–1942) |      | 12 oktober 1922   | 12 oktober 1928   | Radikala medborgarunionen                                        |        |
|                 | Hipólito Yrigoyen (1852–1933)          |      | 12 oktober 1928   | 6 september 1930  | Radikala medborgarunionen                                        |        |
|                 | José Félix Uriburu (1868–1932)         |      | 6 september 1930  | 20 februari 1932  | Militär                                                          |        |
|                 | Agustín Pedro Justo (1876–1943)        |      | 20 februari 1932  | 20 februari 1938  | Radikala medborgarunionen                                        |        |
|                 | Roberto Ortiz (1886–1942)              |      | 20 februari 1938  | 27 juni 1942      | Concordancia                                                     |        |
|                 | Ramón Castillo (1873–1944)             |      | 27 juni 1942      | 4 juni 1943       | Concordancia                                                     |        |
|                 | Arturo Rawson (1885–1952)              |      | 4 juni 1943       | 7 juni 1943       | Militär                                                          |        |
|                 | Pedro Pablo Ramírez (1884–1962)        |      | 7 juni 1943       | 9 mars 1944       | Militär                                                          |        |
|                 | Edelmiro Julián Farrell (1887–1980)    |      | 9 mars 1944       | 4 juni 1946       | Militär                                                          |        |
|                 | Juan Perón (1895–1974)                 |      | 4 juni 1946       | 19 september 1955 | Justicialistpartiet                                              |        |
|                 | Eduardo Lonardi (1896–1956)            |      | 20 september 1955 | 13 november 1955  | Militär                                                          |        |
|                 | Pedro Eugenio Aramburu (1903–1970)     |      | 13 november 1955  | 1 maj 1958        | Militär                                                          |        |
|                 | Arturo Frondizi (1908–1995)            |      | 1 maj 1958        | 29 mars 1962      | Radikala medborgarunionen                                        |        |
|                 | José María Guido (1910–1975)           |      | 29 mars 1962      | 12 oktober 1963   | Radikala medborgarunionen                                        |        |
|                 | Arturo Umberto Illia (1900–1983)       |      | 12 oktober 1963   | 28 juni 1966      | Radikala medborgarunionen                                        |        |
|                 | Juan Carlos Onganía (1914–1995)        |      | 29 juni 1966      | 8 juni 1970       | Militär                                                          |        |
|                 | Roberto Marcelo Levingston (1920–2015) |      | 18 juni 1970      | 23 mars 1971      | Militär                                                          |        |
|                 | Alejandro Agustín Lanusse (1918–1996)  |      | 26 mars 1971      | 25 maj 1973       | Militär                                                          |        |
|                 | Héctor José Cámpora (1909–1980)        |      | 25 maj 1973       | 13 juli 1973      | Justicialistpartiet                                              |        |
|                 | Raúl Lastiri (1915–1978)               |      | 13 juli 1973      | 12 oktober 1973   | Justicialistpartiet                                              |        |
|                 | Juan Perón (1895–1974)                 |      | 12 oktober 1973   | 1 juli 1974       | Justicialistpartiet                                              |        |
|                 | Isabel Perón (1931–)                   |      | 1 juli 1974       | 24 mars 1976      | Justicialistpartiet                                              |        |
|                 | Jorge Videla (1925–2013)               |      | 29 mars 1976      | 29 mars 1981      | Militär                                                          |        |
|                 | Roberto Eduardo Viola (1924–1994)      |      | 29 mars 1981      | 11 december 1981  | Militär                                                          |        |
|                 | Carlos Lacoste (1929–2004)             |      | 11 december 1981  | 22 december 1981  | Militär                                                          |        |
|                 | Leopoldo Galtieri (1926–2003)          |      | 22 december 1981  | 18 juni 1982      | Militär                                                          |        |
|                 | Alfredo Oscar Saint Jean (1926–1987)   |      | 18 juni 1982      | 1 juli 1982       | Militär                                                          |        |
|                 | Reynaldo Bignone (1928–2018)           |      | 1 juli 1982       | 10 december 1983  | Militär                                                          |        |
|                 | Raúl Alfonsín (1927–2009)              |      | 10 december 1983  | 8 juli 1989       | Radikala medborgarunionen                                        |        |
|                 | Carlos Menem (1930–2021)               |      | 8 juli 1989       | 10 december 1999  | Justicialistpartiet                                              |        |
|                 | Fernando de la Rúa (1937–2019)         |      | 10 december 1999  | 21 december 2001  | Radikala medborgarunionen                                        |        |
|                 | Ramón Puerta (1951–)                   |      | 21 december 2001  | 23 december 2001  | Justicialistpartiet                                              |        |
|                 | Adolfo Rodríguez Saá (1947–)           |      | 23 december 2001  | 30 december 2001  | Justicialistpartiet                                              |        |
|                 | Eduardo Camaño (1946–)                 |      | 30 december 2001  | 2 januari 2002    | Justicialistpartiet                                              |        |
|                 | Eduardo Duhalde (1941–)                |      | 2 januari 2002    | 25 maj 2003       | Justicialistpartiet                                              |        |
|                 | Néstor Kirchner (1950–2010)            |      | 25 maj 2003       | 10 december 2007  | Justicialistpartiet                                              |        |
|                 | Cristina Fernández de Kirchner (1953–) |      | 10 december 2007  | 10 december 2015  | Justicialistpartiet                                              |        |
|                 | Mauricio Macri (1959–)                 |      | 10 december 2015  | 10 december 2019  | Propuesta Republicana                                            |        |
|                 | Alberto Fernández (1959–)              |      | 10 december 2019  | 10 december 2023  | Justicialistpartiet                                              |        |
|                 | Javier Milei (1970–)                   |      | 10 december 2023  | Nuvarande         | La Libertad Avanza                                               |        |

### Notförteckning
1. ↑  ”Cargos y atribuciones” (på spanska). www.casarosada.gob.ar. Argentina Presidencia. https://www.casarosada.gob.ar/el-presidente/cargos-y-atribuciones. Läst 22 november 2023.
2. 1 2  ”Constitution of the Argentine Nation” (på engelska). biblioteca.jus.gov.ar. 2024. http://www.biblioteca.jus.gov.ar/argentina-constitution.pdf. Läst 14 okt 2024.
3. ↑  ”Decreto 16643/1957” (på spanska). Argentina.gob.ar. 2024. https://www.argentina.gob.ar/normativa/nacional/decreto-16643-1957-231682/texto. Läst 14 oktober 2024.
4. ↑  ”Creación de la condecoración la "Orden de Mayo” (på spanska). Sistema Argentino de Informacion Juridica. 2024. http://www.saij.gob.ar/16629-nacional-creacion-condecoracion-orden-mayo-lns0001696-1957-12-17/123456789-0abc-defg-g69-61000scanyel?&o=2&f=Total%257CFecha/1957%255B20%252C1%255D%257CEstado%2520de%2520Vigencia%257CTema/Cultura%2520y%2520educaci%25F3n%257COrganismo/categoriavacia%257CAutor%255B25%252C1%255D%257CJurisdicci%25F3n%255B5%252C1%255D%257CTribunal%255B5%252C1%255D%257CPublicaci%25F3n%255B5%252C1%255D%257CColecci%25F3n%2520tem%25E1tica%255B5%252C1%255D%257CTipo%2520de%2520Documento&t=68. Läst 14 oktober 2024.
5. ↑  Phillips, Tom; Iglesia, Facundo (10 december 2023). ”Javier Milei sworn in as president in ‘tipping point’ for Argentina” (på engelska). The Guardian. ISSN 0261-3077. https://www.theguardian.com/world/2023/dec/10/javier-milei-sworn-in-as-president-in-tipping-point-for-argentina. Läst 14 oktober 2024.
6. ↑  ”El sueldo de Alberto Fernández ya superó el millón de pesos mensuales” (på spanska). REALPOLITIK.com. https://realpolitik.com.ar/nota/50108/el-sueldo-de-alberto-fernandez-ya-supero-el-millon-de-pesos-mensuales/. Läst 14 oktober 2024.
7. ↑  ”Casa Rosada” (på engelska). Turismo Buenos Aires. https://turismo.buenosaires.gob.ar/en/atractivo/casa-rosada. Läst 14 okt 2024.
8. ↑  ”La Quinta” (på spanska). Casa Rosada. https://www.casarosada.gob.ar/slider-principal/87-uncategorised/paseodelarepublica/41379-la-quinta. Läst 14 oktober 2024.